# Колеби, Конрад
Конрад Колеби (англ. Conrad Coleby; род. 	20 сентября 1979, Сидней, Австралия) — австралийский актёр кино и телевидения.

## Биография и карьера
Конрад Джулиус Колеби родился 20 сентября 1979 года в Сиднее, в семье актёра Роберта Колеби и его супруги Лины. Старшая сестра, Аня, стала актрисой и фотомоделью. Обучался в Колледже Соммерсет в Голд-Косте. В 1999 году окончил Квинслендский технологический университет.
С 2001 по 2004 год играл в телесериале «Все святые» на протяжении 50 эпизодов, затем с 2005 по 2006 год играл главную роль в сериале «Мыс». Также появился в мыльной опере «Домой и в путь».
Получил широкую известность благодаря роли офицера Военно-Морского Флота Австралии Дилана «Датча» Малхолланда в телесериале «Морской патруль». Актёр играл эту роль с 4 по 5 сезон, с 2010 по 2011 год.
В 2013 году играл небольшую роль рыжебородого охотника в супергеройском боевике «Росомаха: Бессмертный».

## Личная жизнь
Женат на Брук Тэйлор.

## Фильмография
| Год       |    | Русское название             | Оригинальное название | Роль                    |
| --------- | -- | ---------------------------- | --------------------- | ----------------------- |
| 1999      | тф | Сабрина под водой            | Sabrina Down Under    | Джером Хестор           |
| 2000      | с  | Водяные крысы                | Water Rats            | Джеймс Ст. Клйэр        |
| 2001—2004 | с  | Все святые                   | All Saints            | Скотт Зиненко           |
| 2005—2006 | с  | Мыс                          | headLand              | Адам Уайлд              |
| 2007      | ф  | Последняя зима               | The Final Winter      | Билли                   |
| 2005—2006 | с  | Домой и в путь               | Home and Away         | Роман Харрис            |
| 2010—2011 | с  | Морской патруль              | Sea Patrol            | Дилан «Датч» Малхолланд |
| 2011      | с  | Криминальная Австралия       | Underbelly            | Уортон Томпсон          |
| 2012      | ф  | Округ Райдеров               | Ryder Country         | Бен Куэйд               |
| 2013      | ф  | Росомаха: Бессмертный        | The Wolverine         | Рыжебородый охотник     |
| 2014      | с  | Время нашей жизни            | The Time of Our Lives | Брэд Мастерс            |
| 2017      | с  | Нет места милее дома родного | A Place to Call Home  | Мэттью Годдард          |